# (7888) 1993 UC
(7888) 1993 UC est un astéroïde Apollon découvert en 1993.

## Description
(7888) 1993 UC a été découvert le 20 octobre 1993 à l'observatoire de Siding Spring, situé près de Coonabarabran, en Nouvelle-Galles du Sud, en Australie, par Robert H. McNaught.

### Caractéristiques orbitales
L'orbite de cet astéroïde est caractérisée par un demi-grand axe de 2,44 UA, un périhélie de 0,82 UA, une excentricité de 0,66 et une inclinaison de 26,08° par rapport à l'écliptique. Du fait de ces caractéristiques, à savoir un demi-grand axe supérieur à 1 UA et un périhélie inférieur à 1,017 UA, il est classé comme astéroïde Apollon.

### Caractéristiques physiques
(7888) 1993 UC a une magnitude absolue (H) de 15,1 et un albédo estimé à 0,377.